# Бача-при-Модрею
Бача-при-Модрею (словен. Bača pri Modreju) — поселення в общині Толмин, Регіон Горишка, Словенія. Висота над рівнем моря: 164 м. Розташоване в місці злиття річок Бача (словен. Bača) та Ідрійца (словен. Idrijca).